# Tiro esportivo nos Jogos Europeus de 2015 - Pistola de ar 10 m masculino
A competição pistola de ar 10 m masculino foi um dos eventos do tiro esportivo nos Jogos Europeus de 2015, em Baku, no Azerbaijão. Foi disputada no Centro de Tiro de Baku no dia 17 de junho.

## Calendário
Horário de verão do Azerbaijão (UTC+5).
| Data        | Horário | Fase         |
| ----------- | ------- | ------------ |
| 17 de junho | 13:30   | Qualificação |
| 17 de junho | 17:00   | Fnal         |

## Medalhistas
| Ouro   | SRB Damir Mikec    |
| Prata  | POR João Costa     |
| Bronze | SVK Juraj Tužinský |

## Resultados

### Qualificação
O resultado da qualificação foi seguinte.
| Pos. | Atirador                    | Series | Series | Series | Series | Series | Series | Total | Xs |
| Pos. | Atirador                    | 1      | 2      | 3      | 4      | 5      | 6      | Total | Xs |
| ---- | --------------------------- | ------ | ------ | ------ | ------ | ------ | ------ | ----- | -- |
| 1    | UKR Oleh Omelchuk           | 98     | 97     | 96     | 99     | 96     | 97     | 583   | 24 |
| 2    | SVK Juraj Tužinský          | 95     | 98     | 97     | 98     | 97     | 97     | 582   | 15 |
| 3    | POR João Costa              | 97     | 96     | 98     | 97     | 99     | 95     | 582   | 15 |
| 4    | ITA Luca Tesconi            | 97     | 97     | 97     | 98     | 98     | 94     | 581   | 22 |
| 5    | TUR İsmail Keleş            | 98     | 94     | 97     | 99     | 98     | 95     | 581   | 20 |
| 6    | UKR Pavlo Korostylov        | 97     | 97     | 98     | 96     | 96     | 97     | 581   | 14 |
| 7    | POL Piotr Daniluk           | 95     | 95     | 97     | 98     | 96     | 99     | 580   | 24 |
| 8    | SRB Damir Mikec             | 96     | 95     | 98     | 98     | 95     | 97     | 579   | 22 |
| 9    | TUR Yusuf Dikeç             | 97     | 95     | 96     | 95     | 95     | 100    | 578   | 20 |
| 10   | SVK Pavol Kopp              | 94     | 95     | 97     | 97     | 98     | 97     | 578   | 20 |
| 11   | ESP Pablo Carrera           | 94     | 97     | 93     | 97     | 99     | 97     | 577   | 21 |
| 12   | RUS Sergey Chervyakovskiy   | 98     | 96     | 96     | 95     | 97     | 95     | 577   | 16 |
| 13   | ITA Dino Briganti           | 98     | 95     | 94     | 94     | 98     | 97     | 576   | 20 |
| 14   | GEO Tsotne Machavariani     | 94     | 94     | 97     | 97     | 99     | 95     | 576   | 15 |
| 15   | RUS Vladimir Gontcharov     | 97     | 96     | 95     | 96     | 96     | 96     | 576   | 14 |
| 16   | SRB Dimitrije Grgic         | 95     | 96     | 97     | 94     | 97     | 97     | 576   | 12 |
| 17   | FRA Mathieu Perie           | 96     | 95     | 96     | 94     | 98     | 96     | 575   | 18 |
| 18   | CZE Jindrich Dubovy         | 96     | 91     | 99     | 94     | 96     | 98     | 574   | 17 |
| 19   | AZE Ruslan Lunev            | 95     | 97     | 96     | 94     | 95     | 97     | 574   | 15 |
| 20   | BLR Vitali Kudzi            | 99     | 95     | 93     | 95     | 95     | 97     | 574   | 13 |
| 21   | BLR Yauheni Zaichyk         | 100    | 98     | 96     | 95     | 91     | 93     | 573   | 17 |
| 22   | ISL Ásgeir Sigurgeirsson    | 96     | 95     | 96     | 97     | 94     | 94     | 572   | 22 |
| 23   | POL Wojciech Knapik         | 95     | 97     | 91     | 95     | 96     | 97     | 571   | 20 |
| 24   | GRE Konstantinos Malgarinos | 96     | 94     | 91     | 96     | 97     | 97     | 571   | 15 |
| 25   | BUL Samuil Donkov           | 98     | 94     | 91     | 92     | 97     | 98     | 570   | 20 |
| 26   | EST Peeter Olesk            | 97     | 93     | 99     | 95     | 91     | 95     | 570   | 15 |
| 27   | LAT Lauris Strautmanis      | 97     | 90     | 95     | 94     | 97     | 97     | 570   | 14 |
| 28   | ESP Javier Sánchez          | 94     | 94     | 93     | 96     | 97     | 96     | 570   | 11 |
| 29   | ALB Arben Kucana            | 96     | 89     | 99     | 94     | 95     | 96     | 569   | 16 |
| 30   | CRO Zeljko Posavec          | 95     | 94     | 94     | 97     | 91     | 96     | 567   | 17 |
| 31   | FRA Antoine Adamus          | 95     | 94     | 95     | 94     | 93     | 93     | 564   | 14 |
| 32   | AZE Rasul Mammadov          | 82     | 92     | 97     | 95     | 95     | 98     | 559   | 16 |
| 33   | MNE Čedomir Knežević        | 95     | 90     | 93     | 89     | 94     | 91     | 552   | 10 |

### Final
O resultado final foi o seguinte.
| Pos.              | Atirador             | Series | Series | Series | Series | Series | Series | Series | Series | Series | Notas                      |
| Pos.              | Atirador             | 1      | 2      | 3      | 4      | 5      | 6      | 7      | 8      | 9      | Notas                      |
| ----------------- | -------------------- | ------ | ------ | ------ | ------ | ------ | ------ | ------ | ------ | ------ | -------------------------- |
| Medalha de ouro   | SRB Damir Mikec      | 29.8   | 58.5   | 78.7   | 97.6   | 118.9  | 139.3  | 160.6  | 181.0  | 201.8  | Recorde dos Jogos Europeus |
| Medalha de prata  | POR João Costa       | 29.8   | 60.6   | 80.6   | 99.2   | 118.9  | 139.4  | 161.1  | 181.1  | 201.5  |                            |
| Medalha de bronze | SVK Juraj Tužinský   | 31.5   | 61.4   | 82.3   | 102.2  | 123.5  | 143.5  | 162.3  | 180.1  |        |                            |
| 4                 | TUR İsmail Keleş     | 30.4   | 60.7   | 80.9   | 100.9  | 121.4  | 139.2  | 157.8  |        |        |                            |
| 5                 | UKR Pavlo Korostylov | 28.0   | 57.4   | 77.7   | 99.0   | 119.6  | 138.2  |        |        |        |                            |
| 6                 | UKR Oleh Omelchuk    | 29.4   | 60.5   | 78.9   | 97.7   | 117.0  |        |        |        |        |                            |
| 7                 | POL Piotr Daniluk    | 28.6   | 57.5   | 77.2   | 95.9   |        |        |        |        |        |                            |
| 8                 | ITA Luca Tesconi     | 28.0   | 59.2   | 76.7   |        |        |        |        |        |        |                            |